# Курд Лассвіц
Курд Лассвіц (нім. Carl Theodor Victor Kurd Laßwitz; 20  квітня 1848, Вроцлав — 17 жовтня 1910, Гота) — німецький письменник-фантаст. Писав також під псевдонімом L. Velatus. Вважається фундатором німецької наукової фантастики. Його роман «На двох планетах», опублікований у 1897 році, належить до числа визначних європейських науково-фантастичних романів та був перекладений багатьма мовами.

## Життя
Курд Лассвіц — син бізнесмена і політика Карла Вільгельма Лассвіца — вивчав математику та фізику в університетах Бреслау і Берліна. В 1873 з «великою похвалою» захистив працю «Про краплі, які висять на твердих тілах в умовах гравітації». У наступному році він здав державний іспит у вищій школі з предметів математики, фізики, філософії та географії.
У 1876 році переїхав до Готи. Там Лассвіц отримав посаду викладача в гімназії Ernestinum в Готі, де серед інших його учнем був Ганс Домінік. У 1884 Курд Лассвіц був призначений професором гімназії, а в 1909 — надвірним радником. Останнє звання він отримав завдяки громадській та просвітницькій діяльності в організації «Об'єднання суспільства Гота», в організації якої він сам брав участь, і де читав популярні лекції з галузі науки, літератури і філософії. 1884 року Лассвіц був обраний також членом академії «Леопольдіна» .

Помер Курд Лассвіц у 1910 році, у віці 62 років в Готі, де він був кремований у крематорії Гота. Його прах зберігається на центральному кладовищі міста.

## Творчість

### Батько сучасної наукової фантастики
Лассвіц вважається одним з батьків сучасної наукової фантастики та разом з Оскаром Гоффманом та Карлом Грунертом засновинком науково-фантастичного жанру в Німеччині. Ним написані наукові монографії з фізики, теорії пізнання Іммануїла Канта, також він зробив переробку критичного видання Густава Теодора Фехнера — засновника психофізики. Інакше, ніж Жуль Верн і сильніше, ніж Герберт Джордж Веллс Курд Лассвіц використовував у фантастиці повчальний та критичний моменти. Його моделі майбутнього набагато сміливіші, ніж в творах цих двох його колег і сучасників, тому що він будує їх протяжними у часі. До того ж він виштовхує, за його власним виразом, свідомість за кордони «розуміння сьогоднішніх понять».

### Великий гуманіст
Курд Лассвіц листувався з великими мислителями свого часу: з Людвігом Анценгрубером, з Мартіном Бубером . Берта фон Зуттнер безуспішно намагалася залучити Курда Лассвіца до руху боротьби за мир, оскільки вона, після прочитання його творів, бачила в ньому споріднену душу.
Його роман «На двох планетах» (1897) — один з найважливіших німецьких науково-фантастичних романів. В описі Марса в романі він спирається на гіпотези Джованні Скіапареллі та Персіваля Ловелла, але він ближчий до ідей Джованні Скіапареллі. Іншими словами, планета в його книзі — квітучий будинок стародавньої цивілізації, а не вмираючий світ, що потребує «життєвого простору». Цей
роман зіграв важливу роль в натхненні піонера космонавтики Ойґена Зенґера та астронома Карла Штумпфа, який звернувся до астрономії завдяки цьому романові. Книга була написана на початку 20 століття і, не зважаючи на певні обмеження в її поширенні (через нестачу наукових досліджень) все ж таки мала дуже великий вплив на інших авторів того часу, нарівні з експресіонізмом. Про цей вплив на їхню творчість писали Георг Гейм та Арно Шмідт.
Велике поширення отримали твори Лассвіца в 1920-і роки, вже після його смерті.
Велика частина соціально-критичних творів Лассвіца потрапила у забуття, після того як вони були заборонені нацистами, чиї погляди були непримиренні з гуманістичними і пацифістськими поглядами Лассвіца.

## Спадщина та вшанування
Вся спадщина Курда Лассвіца знаходиться в науковій бібліотеці міста Гота. Доступ до неї полегшується при використанні друкованих каталогів, які можна знайти онлайн.
Ім'я Курда Лассвіца на знак вшанування письменника було присвоєно низці об'єктів та нагород:
- 4 грудня 1930 року в Берліні на честь Лассвіца була названа вулиця, яка була у часи нацизму перейменована.
- У Західній частині Гетте-парку його ім'ям названий один шлях.
- 15 травня 1977 року Ганс-Еміль Шустер[15] відкрив астероїд, який 7 квітня 2005 року отримав назву 46514 Лассвіц.[16].
- З 1980 року на честь письменника присуджують одну з двох найпрестижніших премій Німеччини Премія імені Курда Лассвіца. Це аналог американської премії Неб'юла для німецькомовної наукової фантастики[17].
- В 2007 році заснована стипендія Курда Лассвіца для району міста Гота. Вперше була присуджена в 2008 році в розмірі 3000 євро. Подати заявку можуть німецькомовні письменники, які мінімум раз в рік опублікували хоча б один твір дитячої і юнацької літератури. Кандидати повинні бути готові, щоб написати протягом шести місяців при проживанні в мебльованій квартирі Курда Лассвіца новий рукопис, який буде підставою для отримання стипендії[18] .